# Paul Bijleveld
Paul Bijleveld (Haarlem, 1959) is een Nederlands bankier en bestuurder.

## Leven en werk
Bijleveld werd in 1959 in Haarlem geboren. Na de middelbare school aan het Coornhert Lyceum studeerde hij burgerlijk- en bedrijfsrecht aan de Universiteit Leiden. Hij begon zijn carrière bij de financiële instelling ABN AMRO te Amsterdam. Van 1994 tot 1997 was Bijleveld directeur commercieel- en  investeringsbankieren bij Barclays de Zoete Wedd in Londen. Vervolgens werkte hij als assistent-directeur bedrijfsfinanciën van Europa bij de Zwitserse bank UBS. Nadien was hij algemeen directeur van Morgan Stanley Nederland, een positie die hij ruim zeven jaar vervulde. Thans is Bijleveld algemeen directeur van de investeringsbank Barclays Capital Nederland.